# Finkil

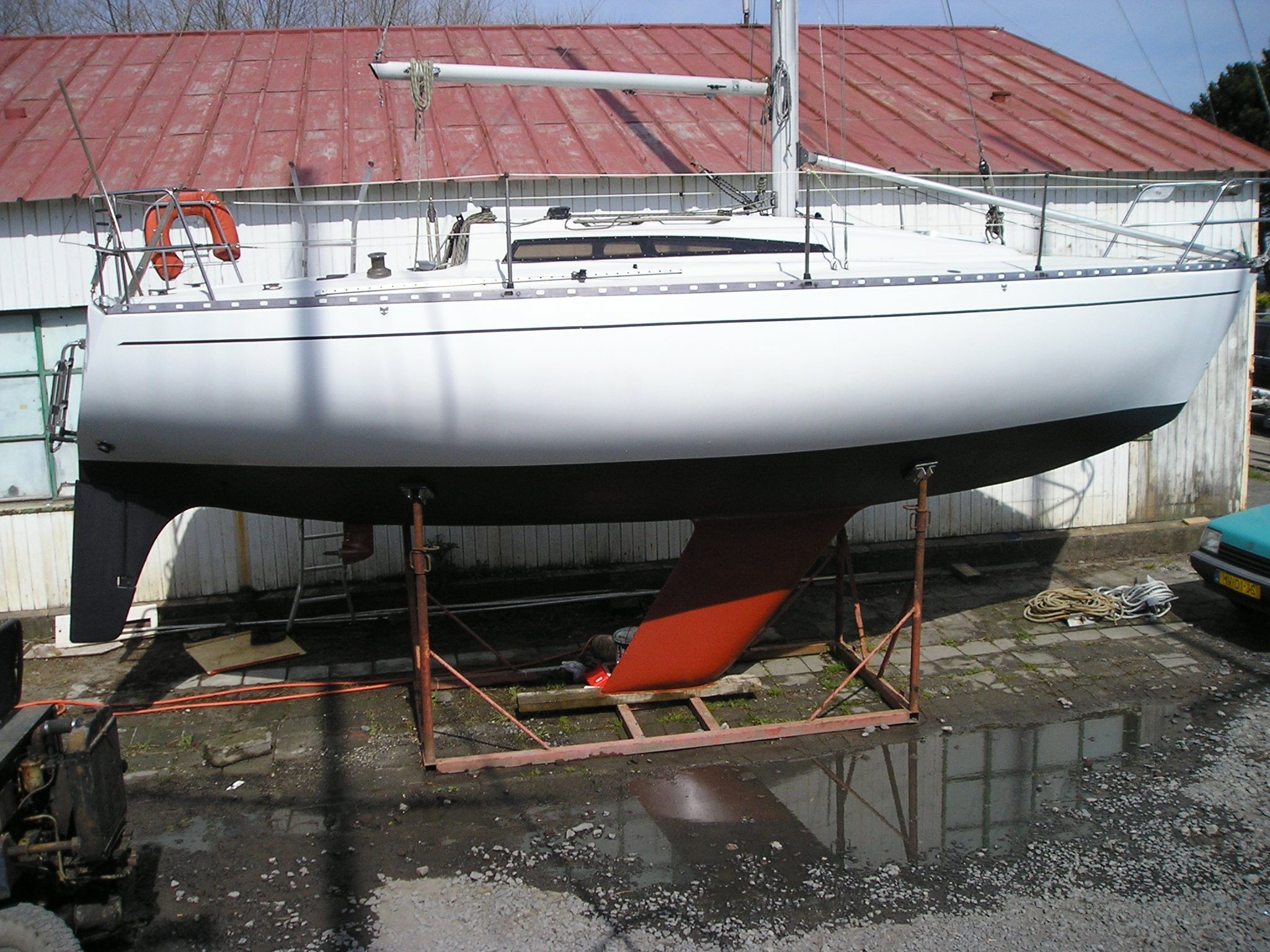
Jacht z finkilem

Finkil, inna nazwa to balast płetwowy - stała płetwa balastowa na jachcie przytwierdzona od spodu do stępki (kilu) w jej części środkowej lub środkowo-tylnej. Wykonana jest w całości z ciężkiego materiału (tzn. nie zawiera specjalnego balastu umieszczonego w jej dolnej części).
Zadaniem finkilu jest zwiększenie stateczności jednostki (poprzez balast), oraz sterowności (poprzez zwiększenie oporu bocznego części podwodnej).
Finkil stosowany jest w kadłubach zanurzonych płytko lub średnio, o dnie prawie płaskim lub umiarkowanie pochylonym. Przejście z dna jachtu poprzez stępkę w finkil jest wyraźne, choć może być, szczególnie w przekroju bocznym jednostki, również bardzo płynne. Ster jachtu mocowany jest oddzielnie od finkilu, w części rufowej, natomiast sam finkil może mieć w swojej tylnej części trymer w postaci płetwy odchylającej się na boki w zakresie kilku stopni. Trymer jest wykorzystywany przy dużym bocznym naporze wody na płetwę. Służy wtedy do optymalizacji strugi wody opływającej finkil, oraz pozostawiania dla steru wody nie zakłóconej wirami.
Istnieją również inne rozwiązania stałych płetw, podobne do finkilu. Są to:
- falszkil czyli płetwa zintegrowana z kształtem kadłuba, która biegnie pod prawie całym dnem jednostki, ale ma mniejszą wysokość niż finkil.
- bulbkil czyli płetwa wchodząca w wodę jeszcze głębiej od finkilu i odróżniająca się od stępki już bardzo wyraźnie, kształtem przypominająca wąski, długi miecz, a na końcu tej płetwy znajduje się balast bryłowy, o charakterystycznym kształcie wyróżniającym się od samej płetwy.

Natomiast płetwa analogiczna do finkilu, ale ruchoma (można ją wciągnąć do wnętrza kadłuba) to miecz.
W ramach pojedynczego kadłuba jednostki może być zastosowanych także więcej niż jeden balast płetwowy - zarówno w osi jednostki, jak i równolegle do siebie.